# Queen on Fire – Live at the Bowl
Queen – Live On Fire at the Bowl är ett livealbum av Queen utgivet 2004. Det spelades in 5 juni 1982 på Milton Keynes, avslutningen på den framgångsrika europeiska Hot Space-turnén. Den finns även utgiven som DVD.

## Låtlista

### CD 1
1. Flash (Brian May) - 1.54
2. The Hero (Brian May) - 1.44
3. We Will Rock You (fast) (Brian May) - 3.17
4. Action This Day (Roger Taylor) - 4.52
5. Play the Game (Freddie Mercury) - 4.30
6. Staying Power (Freddie Mercury) - 4.03
7. Somebody to Love (Freddie Mercury) - 7.53
8. Now I'm Here (Brian May) - 6.18
9. Dragon Attack (Brian May) - 4.16
10. Now I’m Here (reprise) (Brian May) - 2.20
11. Love Of My Life (Freddie Mercury) - 4.22
12. Save Me (Brian May) - 4.00
13. Back Chat (John Deacon) - 5.00

### CD 2
1. Get Down Make Love (Freddie Mercury) - 3.39
2. Guitar Solo (Brian May) - 6.22
3. Under Pressure (Queen, David Bowie) - 3.47
4. Fat Bottomed Girls (Brian May) - 5.25
5. Crazy Little Thing Called Love (Freddie Mercury) - 4.25
6. Bohemian Rhapsody (Freddie Mercury) - 5.38
7. Tie Your Mother Down (Brian May) - 4.09
8. Another One Bites the Dust (John Deacon) - 3.49
9. Sheer Heart Attack (Roger Taylor) - 3.25
10. We Will Rock You (Brian May) - 2.08
11. We are the Champions (Freddie Mercury) - 3.28
12. God Save The Queen (Trad. arr. Brian May) - 1.24

## Övrigt medverkande musiker
- Morgan Fisher - Keyboards och piano